# Каминная пещера
Ками́нная пещера расположена в западной части Республики Алтай на территории Чёрноануйского сельского поселения Усть-Канского района, в 28 км от села Чёрный Ануй. Высота над уровнем моря — 1100 м.

## Физико-географическая характеристика
Каминная пещера находится в Чёрноануйском сельском поселении Усть-Канского района Республики Алтай, в 28 км от села Чёрный Ануй, в 6 км северо-западнее села Каракол в долине ручья Пещерского, левого притока реки Каракол, впадающего в реку Ануй. Входное отверстие пещеры располагается в 22 метрах от ручья, на небольшой высоте. Ширина входного отверстия 17 метров. Абсолютная высота пещеры — 1100 м.
Основные типы пород, встречающиеся в пещере: вулканиты — 48,5 %, осадочные образования (песчаники и алевролиты) — 27,1 %, яшмоиды — 15,7 %, и роговики — 7,1 %.

## Археологические работы
С 1984 по 1999 год в пещере осуществлялись археологические раскопки. По их итогам сделаны выводы, что, как и Денисова пещера, Каминная использовалась древним человеком на протяжении многих тысячелетий, начиная от Палеолита и кончая Средневековьем. Люди использовали пещеру уже за 40 тысяч лет до нашей эры. 